# Цуповка (платформа)
Цуповка (укр. Цупівка) — также известна как 747 км. — железнодорожная платформа Южной железной дороги, находящаяся в селе Цуповка Дергачевского района Харьковской области. В непосредственной близости — автодорога с автобусным движением. Поезда дальнего следования, а также некоторые пригородные (электропоезда повышенного комфорта) не останавливаются.

## Путевое развитие
Чётный и нечётный пути перегона Казачья Лопань — Слатино.

## Сооружения
- Здание кассы и прозрачный навес с местами для сидения со стороны нечетного пути (построены во время реконструкции станции в 2006 г.)
- Здание вокзала (снесено в 2008 г.).

## Поезда
Участок Харьков-Белгород обслуживается электропоездами ЭР2, ЭР2Р, ЭР2Т депо Харьков и ЭР2, ЭД4, ЭД4 м депо Белгород. В нечётном направлении поезда идут до станции Харьков-Пассажирский, в чётном — до станций Казачья Лопань, Наумовка, Белгород.